# Omran al-Zoubi
Omran Ahed al-Zoub (Damasco, 27 de setembro de 1959 –  Damasco, 6 de julho de 2018)

## Carreira
Foi o Ministro da Informação no Governo da Síria a partir de junho de 2012 até julho de 2016.
Morreu em 6 de julho de 2018.